# 김효범
김효범(1983년 11월 10일 ~ )은 캐나다 출신의 농구 선수이다. 현재 한국프로농구 KBL에 내국인 선수로 등록되어 있다. 2017년 1월 4일 송창용 선수와 트레이드되어 원 소속팀인 모비스으로 복귀하였다.
2017-2018시즌 끝나고 은퇴를 선언했다. 현재는 서울 삼성 썬더스의 감독이다

## 수상
- 2011-2012 KB국민카드 프로농구 3점슛상
- 2010 프로농구 올스타전 MVP
- 2008-2009 동부프로미 프로농구 KBL BEST5상
- 2008-2009 동부프로미 프로농구 올스타전 덩크슛왕
- 2008-2009 동부프로미 프로농구 올스타전 3점슛왕